# Fuat Saka

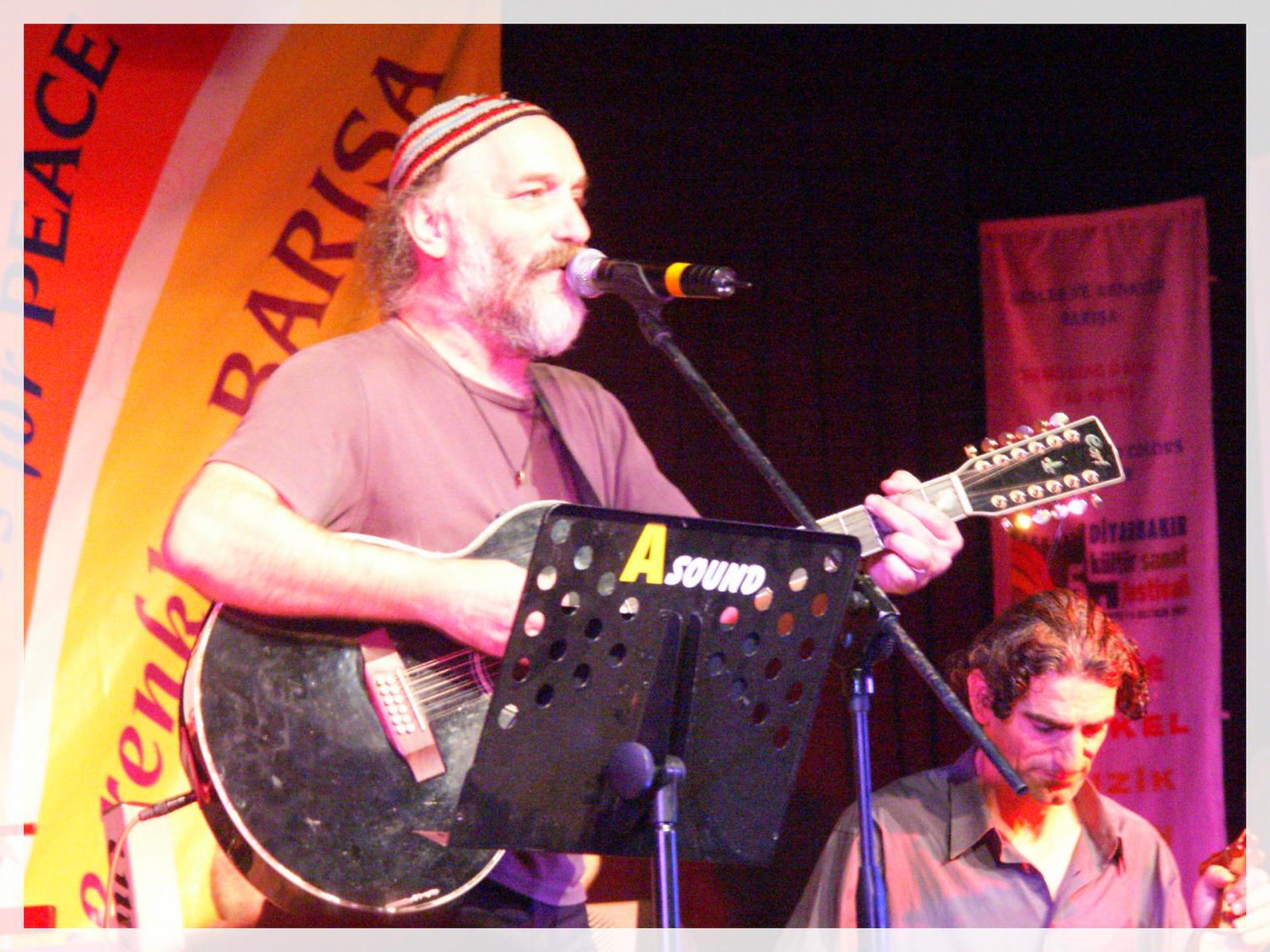
Fuat Saka beim Kunstfestival in Diyarbakır, 2005

Fuat Saka (* 1952 in Trabzon) ist ein lasisch-türkischer Sänger, Songwriter und Arrangeur.

## Leben und Karriere
Saka verließ nach dem Militärputsch von 1980 die Türkei und lebte bis 1998 in Europa, wo er neben der Türkei, auch heute noch in Hamburg und Paris heimisch ist.
Seine Musik wird oft als „Jazz auf lasisch“ bezeichnet und dem Stil der Özgün Müzik zugerechnet. Er arbeitete mit Künstlern wie Wolf Biermann, Maria Farantouri oder mit den Gruppen The Shin und Sultans of the Dance zusammen.

## Diskografie

### Alben
| - 1982: Yıkılır Zulmün Son Kaleleri - 1983: Sehnsuchtslied (Ayrılık Türküsü) - 1984: Kerem Gibi (Gedichte von Nazım Hikmet) - 1987: Sevdalı Türküler - 1988: Nebengleis (Kenardaki Ray) - 1989: Askaros - 1991: Semahlar ve Deyişler - 1993: Şiirce - 1994: Torik Baliklar Ülkesinde - 1996: Arhavili İsmail - 1997: Lazutlar | - 1998: Sen - 2000: Lazutlar II - 2001: Perçem Perçem - 2002: Lazutlar III - 2004: Lazutlar (Livera) - 2005: Lazutlar (Seçmeler) - 2006: Bir Sürgünün Not Defteri - 2006: Fuat Saka Koleksiyon - 2008: Lazutlar 2008 - 2018: Betçe - 2021: Avaz |

### EPs
- 2019: Dostlarım
- 2020: Nesini Söyleyim (mit Turan Vurgun)

### Singles (Auswahl)
- 1997: Rap-Atma
- 1997: Derule
- 1997: Cilveloy
- 2000: Torul Hartaması
- 2004: Şimdi Ne Yapar